# Piquete (kommun)
Piquete är en kommun i Brasilien.   Den ligger i delstaten São Paulo, i den sydöstra delen av landet, 800 km söder om huvudstaden Brasília. Antalet invånare är 14 107.
Följande samhällen finns i Piquete:
- Piquete

Omgivningarna runt Piquete är huvudsakligen savann. Runt Piquete är det ganska tätbefolkat, med 155 invånare per kvadratkilometer.